# Чума (фильм, 2006)
«Чума» (англ. The Plague) — фильм ужасов американского режиссёра Хэла Мейсонберга, снятый в 2006 году. В титрах указано название «Clive Barker’s The Plague», однако Клайв Баркер является только продюсером фильма. Иногда в русских изданиях фильм именуется «Кома».

## Сюжет
Однажды во всём мире дети до 9 лет впадают в состояние, близкое к кататонии. За 10 лет ситуация не улучшается: 80 % детей до 19 лет находятся в специальных учреждениях, а за оставшимися присматривают родители. Вновь рождающиеся дети уже находятся в коме. Около 10 часов у всех них начинаются судорожные припадки. Люди со спокойной обречённостью наблюдают за концом их цивилизации… Но однажды ночью все дети выходят из состояния сна, однако становится ещё хуже, так как они устраивают коллективную охоту на остальных людей.
Оставшиеся в живых жители небольшого американского городка теперь вынуждены объединяться для того, чтобы бороться со своими потомками. Ситуация осложняется тем, что не все люди готовы смириться с этим, в итоге становятся жертвами своих же детей. Количество взрослых становится всё меньше и меньше, однако один из них — бывший заключённый Том Рассел начинает понимать, что агрессия детей связана с наличием её в сознании старшего поколения…
В конце фильма у мальчика за пазухой виднеется книжка Джона Стейнбека «Гроздья гнева».

## В ролях
| Актёр              | Роль                           |
| ------------------ | ------------------------------ |
| Джеймс Ван Дер Бик | Том Рассел                     |
| Ивана Миличевич    | Джин Рейнор                    |
| Брэд Хант          | Сэм Рейнор                     |
| Джошуа Клоуз       | Кип                            |
| Джон П. Коннолли   | шериф Кэл Стюарт               |
| Ди Уоллес          | Нора                           |
| Бриттани Скоуби    | Клейр                          |
| Брэдли Савацки     | помощник шерифа Натан Бёргэнди |
| Джон Тед Винн      | доктор Дженкинс                |
| Арни Макферсон     | Дэвид                          |
| Джин Пирц          | Джим                           |
| Женев Пеллетье     | сиделка Дэниэлс                |
| Чад Патинг         | Эрик Рассел                    |
| Дэвид Стюарт Эванс | интерн                         |
| Жан Скин           | сиделка Хансен                 |